# Казнате-кон-Бернате
Казнате-кон-Бернате (італ. Casnate con Bernate) — муніципалітет в Італії, у регіоні Ломбардія, провінція Комо.
Казнате-кон-Бернате розташоване на відстані близько 510 км на північний захід від Рима, 34 км на північ від Мілана, 8 км на південь від Комо.
Населення — 4910 осіб (2014).
Щорічний фестиваль відбувається 17 січня. Покровитель — Sant'Antonio Abate.

## Демографія
Населення за роками:

Станом на 1 січня 2023 року в муніципалітеті офіційно проживали 182 іноземці з 41 країни, серед них 34 громадяни країн Євросоюзу та 14 громадян України.

## Сусідні муніципалітети
- Комо
- Куччаго
- Фіно-Морнаско
- Грандате
- Луїзаго
- Сенна-Комаско